# Native (album)
A Native a OneRepublic amerikai rockegyüttes harmadik nagylemeze. 2013. március 22-én jelent meg a Mosley Music Group és az Interscope Records kiadónál.

## Az album dalai
| 1.    | Counting Stars   | 4:17 |
| 2.    | If I Lose Myself | 4:01 |
| 3.    | Feel Again       | 3:05 |
| 4.    | What You Wanted  | 4:01 |
| 5.    | I Lived          | 3:55 |
| 6.    | Light It Up      | 4:10 |
| 7.    | Can't Stop       | 4:09 |
| 8.    | Au Revoir        | 4:50 |
| 9.    | Burning Bridges  | 4:17 |
| 10.   | Something I Need | 4:01 |
| 11.   | Preacher         | 4:08 |
| 12.   | Don't Look Down  | 1:39 |
| 46:44 |                  |      |

## Közreműködtek
- Ryan Tedder – ének, ritmusgitár, akusztikus gitár, zongora, billentyűs hangszerek, basszusgitár, csörgődob, dzsembé, ütőhangszerek
- Zach Filkins – gitár, brácsa, akusztikus gitár, csörgődob, háttérvokál
- Drew Brown – ritmusgitár, akusztikus gitár, billentyűs hangszerek, harangjáték, marimba, basszusgitár, zongora, csörgődob, ütőhangszerek, dobok, háttérvokál
- Eddie Fisher – dobok, ütőhangszerek, dzsembé, doboz, gitár, harangjáték
- Brent Kutzle – basszusgitár, cselló, akusztikus gitár, billentyűs hangszerek, zongora, gitár, csörgődob, háttérvokál

## Megjelenési időpontok
| Ország                    | Megjelenési dátum | Kiadó                                 |
| ------------------------- | ----------------- | ------------------------------------- |
| Ausztria                  | 2013. március 22. | Mosley Music Group Interscope Records |
| Németország               | 2013. március 22. | Mosley Music Group Interscope Records |
| Hollandia                 | 2013. március 22. | Mosley Music Group Interscope Records |
| Indonézia                 | 2013. március 22. | Mosley Music Group Interscope Records |
| Írország                  | 2013. március 22. | Mosley Music Group Interscope Records |
| Norvégia                  | 2013. március 22. | Mosley Music Group Interscope Records |
| Szlovénia                 | 2013. március 22. | Mosley Music Group Interscope Records |
| Svájc                     | 2013. március 22. | Mosley Music Group Interscope Records |
| Görögország               | 2013. március 25. | Mosley Music Group Interscope Records |
| Hongkong                  | 2013. március 25. | Mosley Music Group Interscope Records |
| Olaszország               | 2013. március 25. | Mosley Music Group Interscope Records |
| Oroszország               | 2013. március 25. | Mosley Music Group Interscope Records |
| Spanyolország             | 2013. március 25. | Mosley Music Group Interscope Records |
| Egyesült Királyság        | 2013. március 25. | Mosley Music Group Interscope Records |
| Kanada                    | 2013. március 26. | Mosley Music Group Interscope Records |
| Amerikai Egyesült Államok | 2013. március 26. | Mosley Music Group Interscope Records |
| Japán                     | 2013. március 27. | Mosley Music Group Interscope Records |
| Ausztrália                | 2013. április 26. | Mosley Music Group Interscope Records |

## Fordítás
Ez a szócikk részben vagy egészben  a   Native (album) című angol Wikipédia-szócikk ezen változatának fordításán alapul.  Az eredeti cikk szerkesztőit annak laptörténete sorolja fel. Ez a jelzés csupán a megfogalmazás eredetét és a szerzői jogokat jelzi, nem szolgál a cikkben szereplő információk forrásmegjelöléseként.